# 다카모리정 (구마모토현)
다카모리정(일본어: 高森町 다카모리마치[*])은 일본 구마모토현 아소군의 정이다.

## 지리

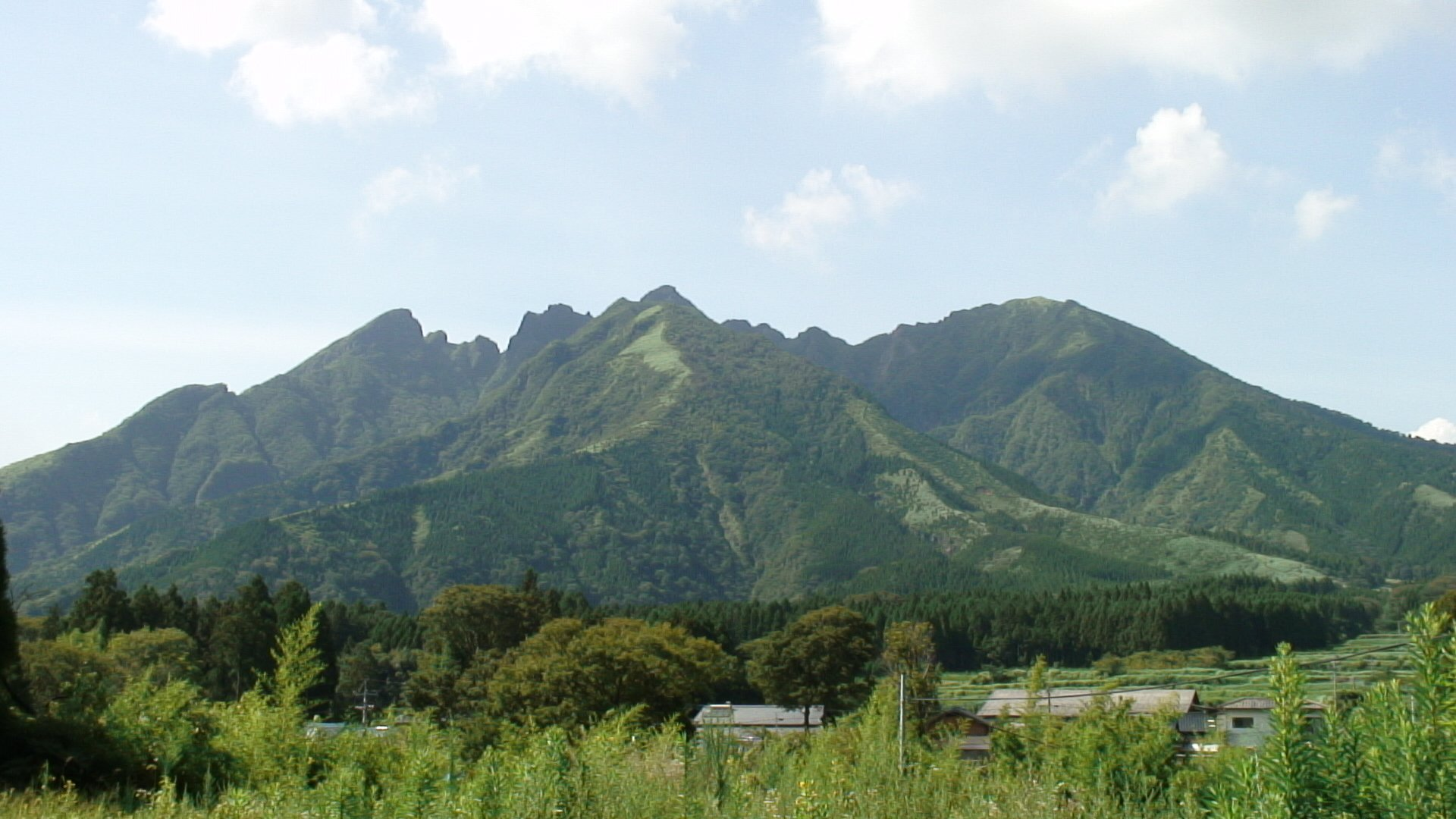
나소다케

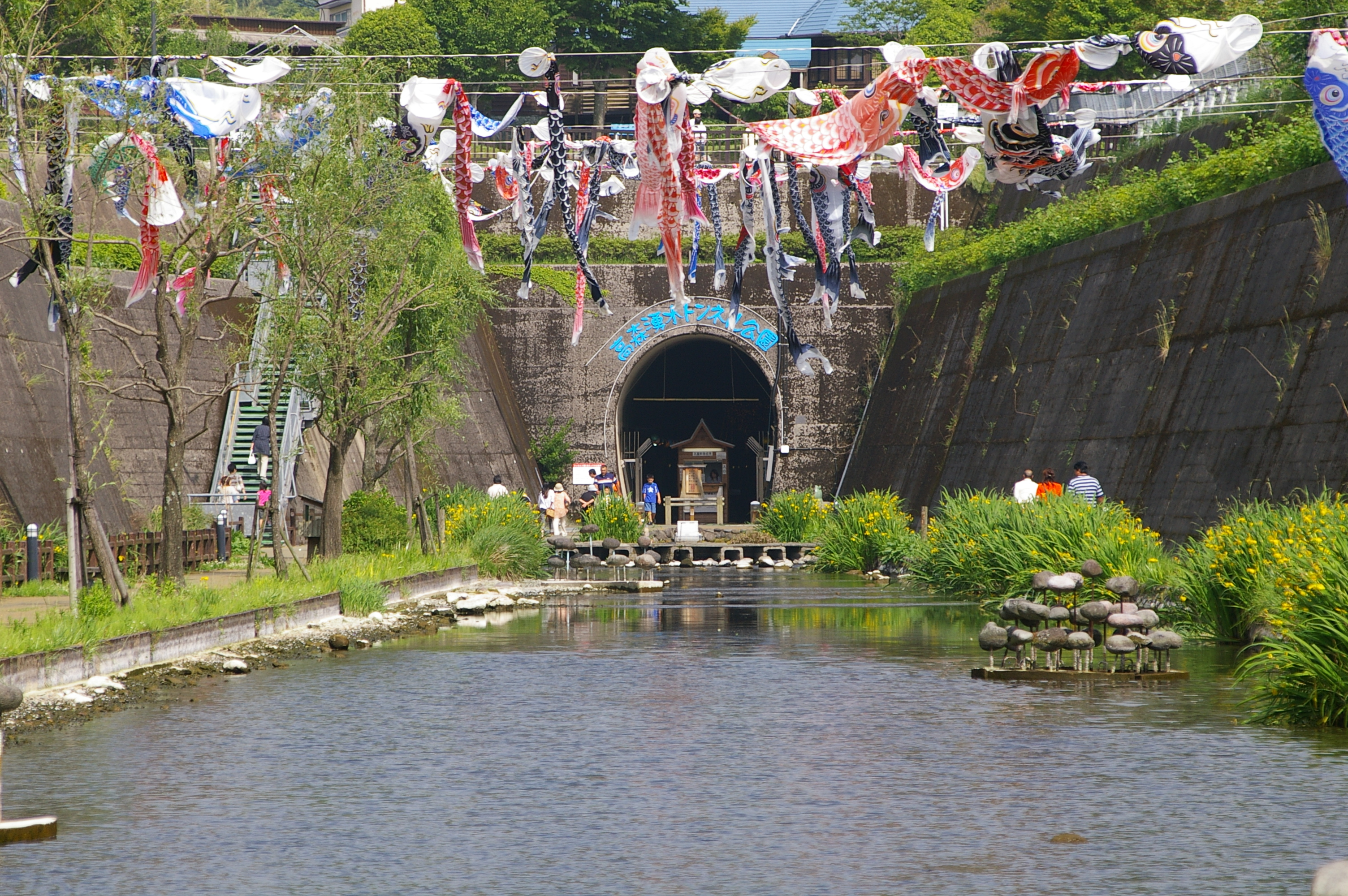
다카모리 용수 터널 공원

미나미아소, 아소산의 남동부에 위치한다. 정역은 아소 외륜산에 의해서 크게 동서로 나뉜다. 총 인구는 서쪽으로 인접하는 미나미아소촌보다 적지만, 미나미아소의 중심지적 지위를 갖고 있다.
서쪽은 아소 칼데라 내부 난고곡(南郷谷)의 일부이고 JR 다테노역과 연결되는 미나미아소 철도의 종점인 다카모리역이 있다. 인구의 대부분이 집중하고 정사무소 등 행정이나 상공 관광의 중심적 역할을 담당하고 있다.
동쪽은 외륜산의 바깥쪽으로, 동쪽은 오이타현과 접하며 남동부는 미야자키현과 접하고 있다. 아소 지방의 안쪽과 접하고 있기 때문에 오쿠아소(奥阿蘇)라는 명칭을 쓰는 시설을 몇 개 볼 수 있다.

### 인접한 자치체
- 구마모토현
  - 아소군 미나미아소촌
  - 아소시
  - 가미마시키군 야마토정

- 오이타현
  - 다케타시
- 미야자키현
  - 니시우스키군 다카치호정

## 역사
- 1894년 1월 12일 - 아소군의 2개 촌이 대등 합병해 다카모리정이 성립하였다.
- 1955년 4월 1일 - 아소군 다카모리정을 포함한 1정 2촌이 대등 합병해 새로운 다카모리정이 성립하였다.
- 1957년 8월 1일 - 아소군 노지리촌을 편입하였다.

## 경제
산업은 농업과 관광업이 주체이다. 밭농사·벼농사나 화초·잎담배 생산, 축산, 임업 등으로 발전해 왔고 최근에는 무, 양배추 등 고랭지 채소의 브랜드화도 추진되고 있고 수박·멜론 생산도 활발하게 이루어지고 있다.

## 교통

### 철도
- 미나미아소 철도 다카모리선

### 도로
- 국도 265호선
- 국도 325호선
- 국도 503호선